# Capital Futebol Clube
O Capital Futebol Clube é um clube de futebol brasileiro do plano diretor sul da cidade de Palmas, capital do estado do Tocantins que antes de Outubro de 2016 se chamava Ricanato Futebol Clube.

## História
O Ricanato foi fundado em 21 de maio de 2012, mas a profissionalização veio apenas em 2014, para disputar a segunda divisão estadual, onde ficou em 3º lugar. Na competição, mandou seus jogos no Estádio General Sampaio, em Porto Nacional.
Em 2013 logo nos primeiros anos de atividade do Ricanato FC, vieram títulos em torneios sub-17 e sub-19, além de fazer história como o primeiro time tocantinense a disputar a Taça BH de Futebol, em Minas Gerais.
Em 2014 após o vice campeonato amador, o clube garantiu o direito de se profissionalizar. Assim, no segundo semestre o Ricanato disputou a segunda divisão do campeonato tocantinense de futebol profissional, chegando as semifinais do torneio.
2015 estava reservado para ser o grande ano do time: no primeiro semestre, dois títulos (estadual e interestadual) coroaram campanhas da equipe sub-17, e na segunda metade do ano, um momento histórico, com a conquista do vice-campeonato da segunda divisão, quando o Ricanato FC passou a fazer parte da elite do Futebol do Tocantins.
Foi montada uma equipe de atletas e comissão técnica de qualidade para a disputa da primeira divisão. E para coroar o trabalho da equipe, em novembro de 2016 a categoria sub-18 foi campeã estadual e ganhou o direito de disputar a Copa São Paulo de 2018.
Mesmo com esses triunfos, a direção do clube sentiu que, para continuar a dar a sua colaboração profissional ao esporte tocantinense, era necessário tomar outras atitudes, seguir novos paradigmas.
O objetivo principal a ser cumprido estava posto: continuar a administração profissionalizante, mas agora com uma perspectiva ainda mais ousada. Ou seja, incorporar ao clube o nome da Capital, o nome do Tocantins – e lançar o Estado por intermédio de um time que vai brilhar nacionalmente, dentro dos princípios que estão sendo adotados pelos grandes clubes internacionais 

Em novembro de 2016, a diretoria do clube anunciou a mudança do nome para Capital Futebol Clube, e das cores, para vermelho e preto. Desde então, a equipe joga suas partidas como mandante no estádio Nílton Santos, em Palmas.
No dia 4 de janeiro de 2023, o time Sub-20 estreou na Copa São Paulo de Futebol Júnior, contra o Vasco Sub-20. O time do Tocantins perdeu por 2-1 pelo Gigante da Colina.

## Títulos
| Estaduais | Estaduais                                  | Estaduais | Estaduais  |
|           | Competição                                 | Títulos   | Temporadas |
| --------- | ------------------------------------------ | --------- | ---------- |
|           | Campeonato Tocantinense da Segunda Divisão | 1         | 2019       |

### Categorias de base
- Campeonato Tocantinense de Juniores: 5 (2012, 2016, 2017, 2018, 2021)
- Campeonato Tocantinense Sub-17: 1 (2015)
- Torneio Interestadual Sub-17: 1 (2015)

## Estatísticas

### Participações
|  | Participações em 2025 |

| Competição | Competição              | Temporadas | Melhor campanha         | Estreia | Última | P | R |
| Tocantins  | Campeonato Tocantinense | 8          | Vice-campeão (2023)     | 2016    | 2025   |   | 1 |
| Tocantins  | Segunda Divisão         | 5          | Campeão (2019)          | 2014    | 2019   | 2 |   |
|            | Copa Verde              | 1          | Oitavas de final (2024) | 2024    | 2024   |   |   |
| Brasil     | Série D                 | 1          | 1ª fase (2024)          | 2024    | 2024   | – |   |
| Brasil     | Copa do Brasil          | 1          | 2ª fase (2024)          | 2024    | 2024   |   |   |

### Desempenho em competições oficiais
Campeonato Brasileiro - Série D
| Ano  | 2024 |  |  |  |  |  |  |  |
| Pos. | 1F   |  |  |  |  |  |  |  |
| ---- | ---- |  |  |  |  |  |  |  |

Copa do Brasil
| Ano  | 2024 |  |  |  |  |  |  |  |
| Pos. | 2F   |  |  |  |  |  |  |  |
| ---- | ---- |  |  |  |  |  |  |  |

Campeonato Tocantinense
| Ano  | 2010 | 2011 | 2012 | 2013 | 2014 | 2015 | 2016 | 2017 | 2018 | 2019 |
| Pos. | —    | —    | —    | —    | —    | —    | 5º   | 7º   | —    | —    |
| Ano  | 2020 | 2021 | 2022 | 2023 | 2024 | 2025 |      |      |      |      |
| Pos. | 5º   | 7º   | 3º   | 2º   | 4º   | 3º   |      |      |      |      |
| ---- | ---- | ---- | ---- | ---- | ---- | ---- | ---- | ---- | ---- | ---- |

Campeonato Tocantinense (2ª Divisão)
| Ano  | 2014 | 2015 | 2017 | 2018 | 2019 |
| Pos. | 3º   | 2º   | 3º   | 5º   | 1º   |
| ---- | ---- | ---- | ---- | ---- | ---- |

Legenda:
| Campeão Vice-campeão Rebaixado à divisão inferior |

## Símbolos

### Escudo
| Evolução do Escudo do Capital | Evolução do Escudo do Capital | Evolução do Escudo do Capital  | Evolução do Escudo do Capital       | Evolução do Escudo do Capital        | Evolução do Escudo do Capital | Evolução do Escudo do Capital | Evolução do Escudo do Capital | Evolução do Escudo do Capital |
| Ricanato (2012 – 2016)        | Capital (2017)                | Capital Ricanato (2018 – 2020) | Capital Futebol Clube (2021 – 2023) | Capital Futebol Clube (2024 – Atual) |                               |                               |                               |                               |
| ----------------------------- | ----------------------------- | ------------------------------ | ----------------------------------- | ------------------------------------ | ----------------------------- | ----------------------------- | ----------------------------- | ----------------------------- |